# Ilaria Fontana
Pour les articles homonymes, voir Fontana.
Ilaria Fontana, née le 26 juin 1984 à Alatri (Italie), est une femme politique italienne.

## Biographie
Ilaria Fontana naît le 26 juin 1984 à Alatri.
Elle est élue députée lors des élections générales de 2018,.